# Heliophorus
Heliophorus är ett släkte av fjärilar. Heliophorus ingår i familjen juvelvingar.

## Bildgalleri

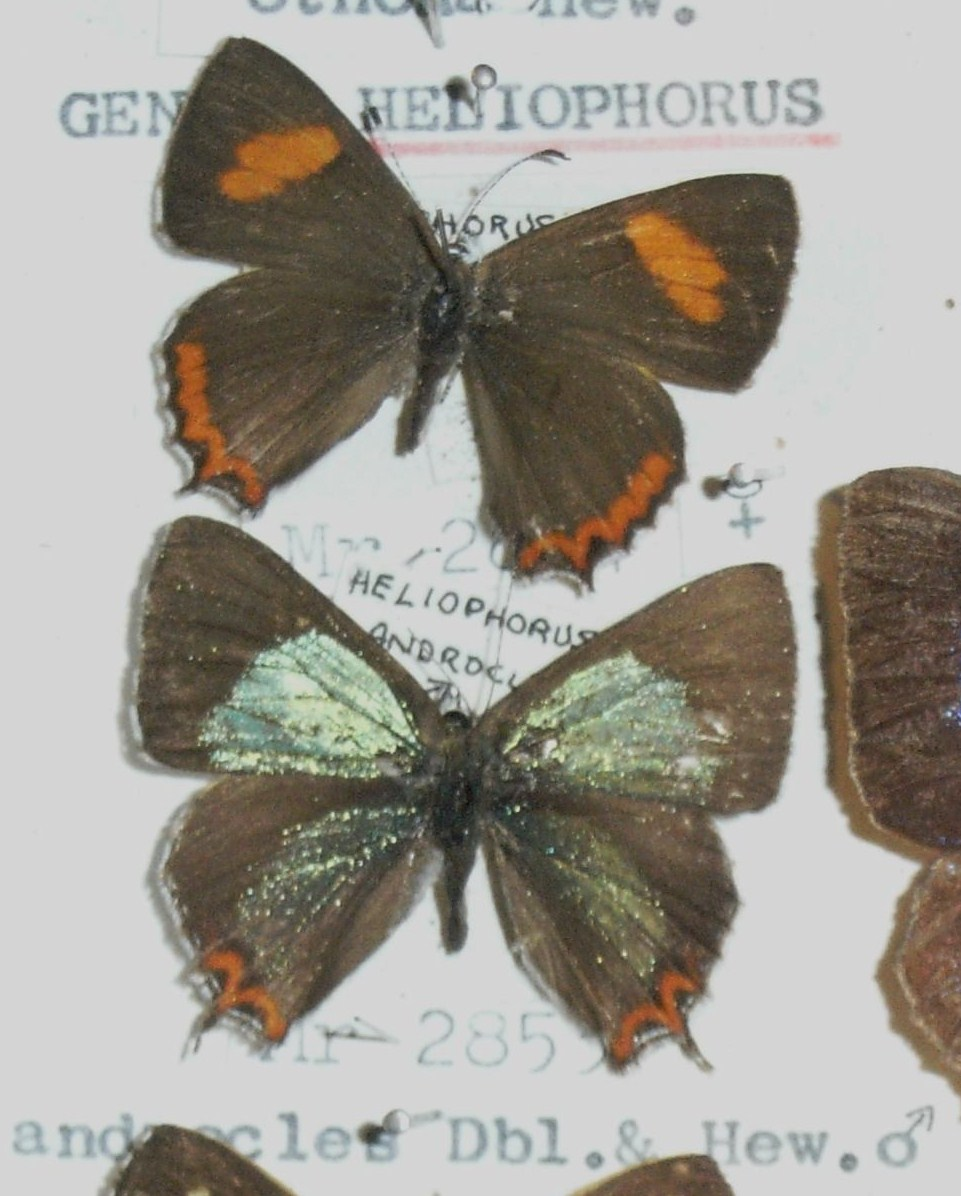
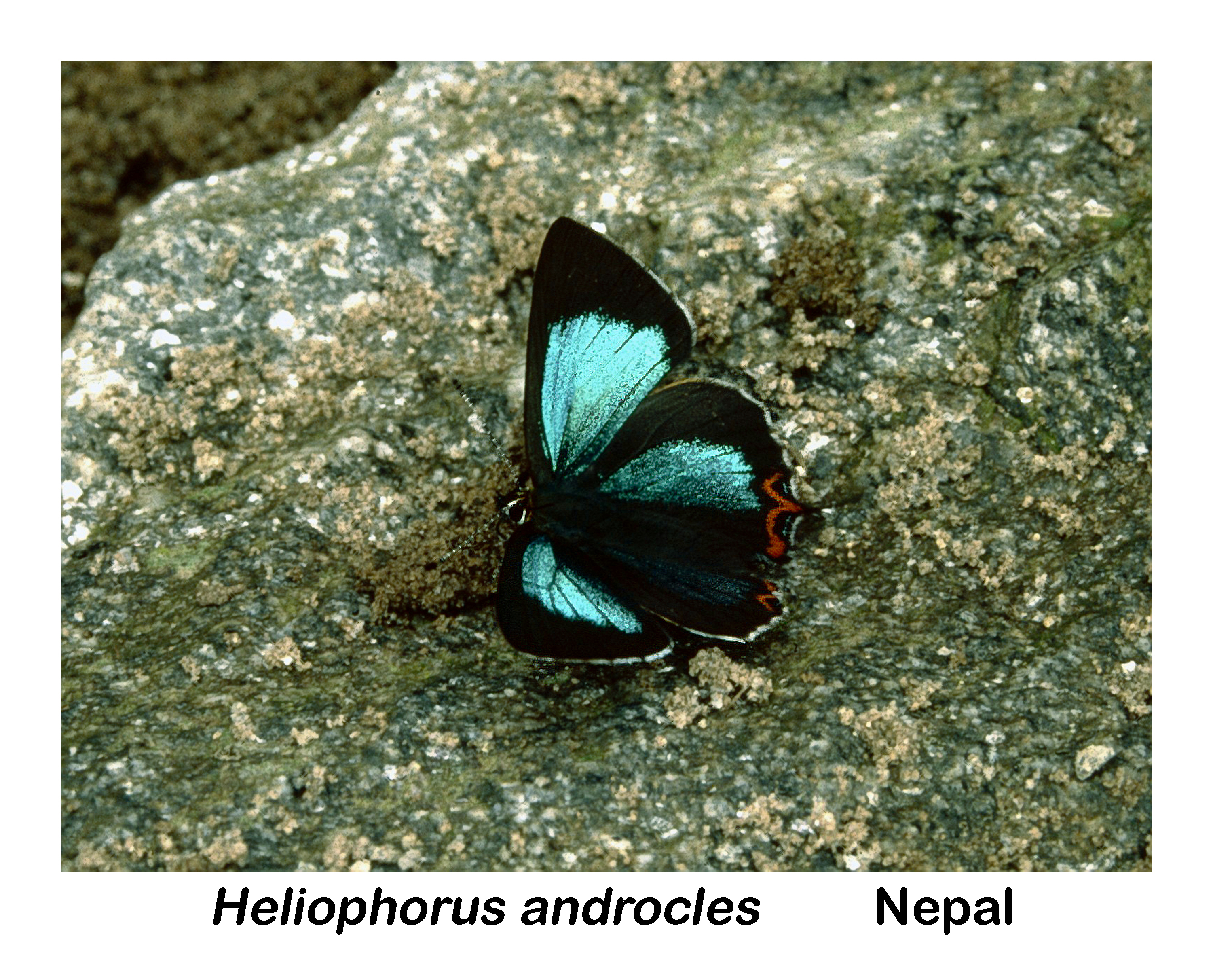
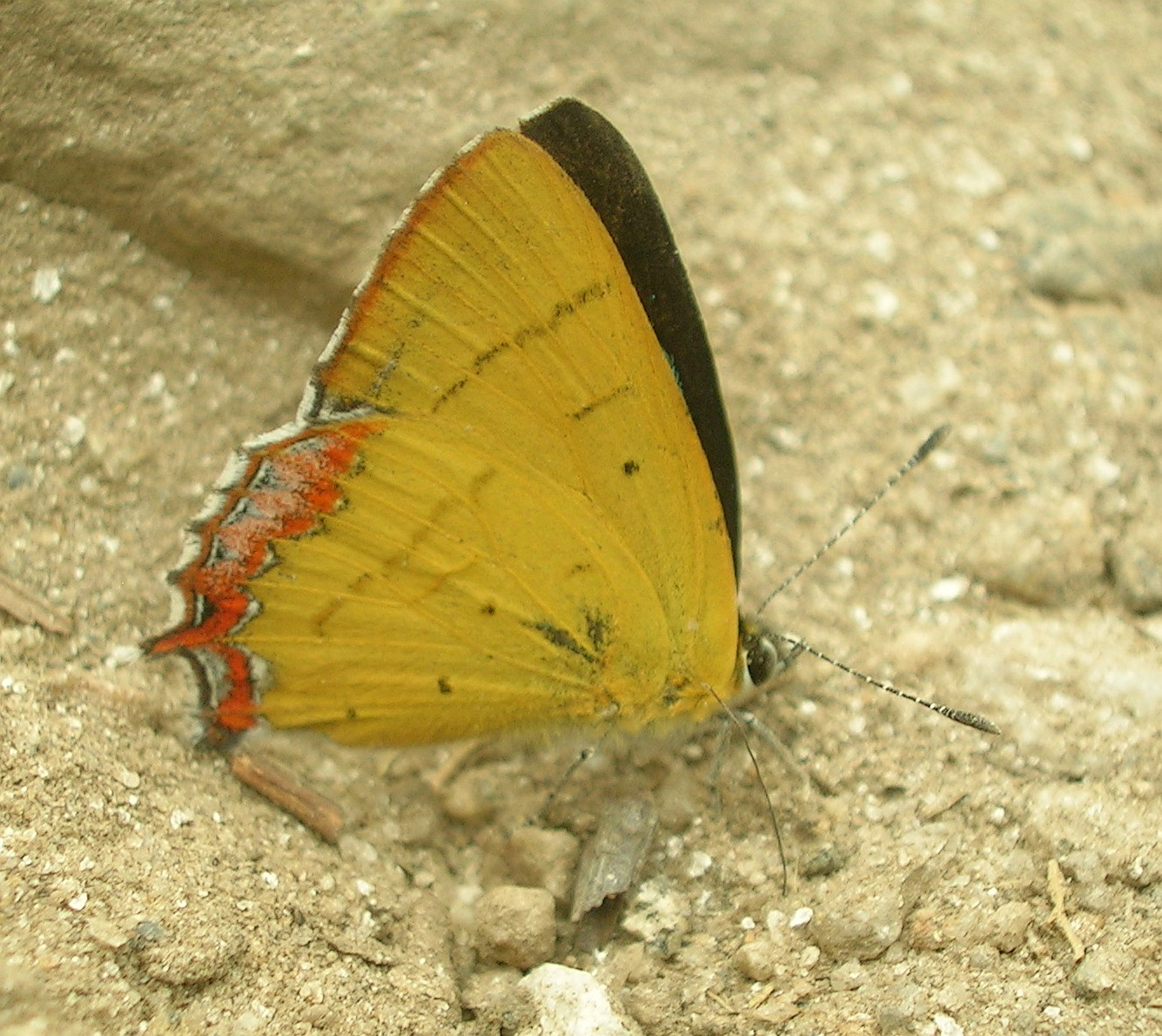
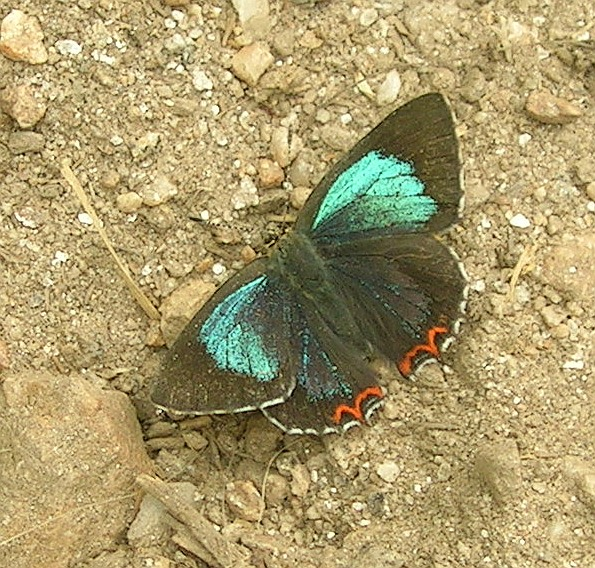
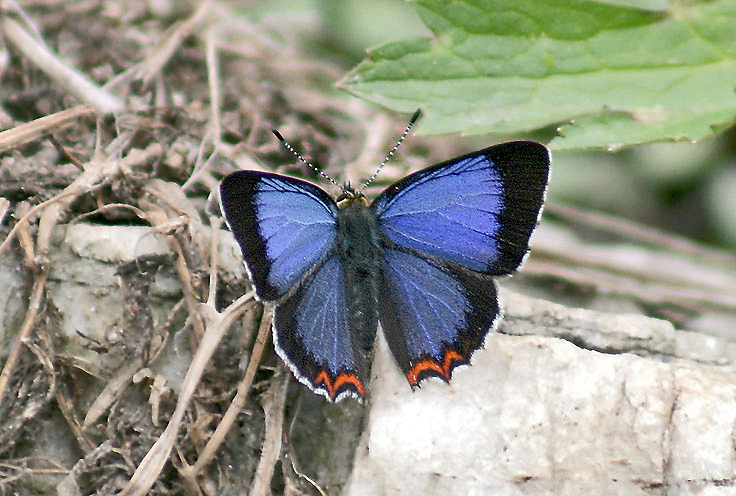
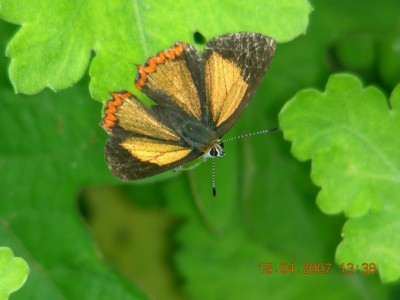

## Dottertaxa tillHeliophorus, i alfabetisk ordning[1]
- Heliophorus androcles
- Heliophorus bakeri
- Heliophorus belenus
- Heliophorus birmana
- Heliophorus brahma
- Heliophorus cadma
- Heliophorus cantliei
- Heliophorus chinensis
- Heliophorus coruscans
- Heliophorus delacouri
- Heliophorus eos
- Heliophorus epicles
- Heliophorus eventa
- Heliophorus gemma
- Heliophorus hewitsoni
- Heliophorus hilima
- Heliophorus hybrida
- Heliophorus ila
- Heliophorus indicus
- Heliophorus kala
- Heliophorus kohimensis
- Heliophorus langi
- Heliophorus latilimbata
- Heliophorus major
- Heliophorus malaya
- Heliophorus marica
- Heliophorus matsumurae
- Heliophorus mogorka
- Heliophorus moorei
- Heliophorus nagaensis
- Heliophorus nexus
- Heliophorus nolus
- Heliophorus oda
- Heliophorus phoenicoparyphus
- Heliophorus pseudonexus
- Heliophorus rubida
- Heliophorus rufa
- Heliophorus rufonotata
- Heliophorus sakaii
- Heliophorus saphir
- Heliophorus scintillans
- Heliophorus sena
- Heliophorus stotzneri
- Heliophorus sumatrensis
- Heliophorus tamu
- Heliophorus tweediei
- Heliophorus tytler
- Heliophorus urius
- Heliophorus verna
- Heliophorus vernalis
- Heliophorus viridipunctata
- Heliophorus viridis
- Heliophorus vulgaris